# Alessandro Severo
Alessandro Severo (títol original en italià, en català Alessandro Severo), Händel-Werke-Verzeichnis A13, és una obra dramaticomusical en tres actes composta  per Georg Friedrich Händel sobre un llibret en italià . Es va estrenar el 25 de febrer de 1738 al Her Majesty's Theatre de Ciutat de Westminster.